# Воєнні злочини під час другої російсько-чеченської війни
Під час другої війни в Чечні протиборчі сторони порушували права людини. Як російських офіційних осіб, так і чеченських повстанців регулярно й неодноразово звинувачували у вчиненні військових злочинів, включаючи викрадення людей, тортури, вбивства, захоплення заручників, грабунки, зґвалтування, обезголовлення та різноманітні інші порушення законів війни. Міжнародні та гуманітарні організації, включаючи Раду Європи та Amnesty International, критикували обидві сторони конфлікту за явні та постійні порушення міжнародного гуманітарного права.

## Злочини

### Вимушені зникнення
Правозахисники підрахували, що з вересня 1999 року - початку другого чеченського конфлікту - близько 5000 людей зникли безвісти і є побоювання, що вони загинули. Росія засудила чеченця. За даними Amnesty International за 2005 рік, російські офіційні особи називають близько 2000 осіб як офіційну цифру "зникнень" з кінця 1999 року.
- У березні 2001 року Human Rights Watch (HRW) опублікувала доповідь під назвою « Брудна війна » в Чечні, «Брудна війна» в Чечні, в якій назвала «зникнення» затриманих російськими федеральними силами в Чечні серйозною кризою прав людини. які має розглянути міжнародна спільнота.
- 31 березня 2003 року Ахмад Кадиров, глава промосковської адміністрації Чеченської Республіки, припустив, що за нічними вторгненнями в будинки та викраденням людей стоять російські федеральні сили. «У Чечні продовжують зникати люди. Забирають серед ночі. Їхні тіла не знайдені і більше їх ніхто не бачив", - сказав Кадиров журналістам у Грозному. «Своїми злочинами вони підтримують напругу в республіці, а їхні руки заплямовані кров’ю невинних людей. Сила складається з викрадачів на бронетехніці. Вони — ескадрон смерті».
- 25–26 лютого 2006 року Альваро Гіл-Роблес, який залишив посаду комісара Ради Європи з прав людини, відвідав Чечню разом зі своїм наступником Томасом Хаммарбергом. ; вони критикували викрадення, безкарність і відсутність безпеки в Чечні. 2 березня 2006 року омбудсмен заявив, що проблему насильницького зникнення людей у Чечні не можуть вирішити місцеві органи влади, додавши, що на федеральному рівні має бути створена спеціальна комісія.

- 12 травня 2006 року Дмитро Грушкін з правозахисної групи «Меморіал» повідомив Інтерфаксу, що з 2002 року в Чечні було викрадено не менше 1893 жителів; З них, за його словами, 653 були знайдені живими, 186 були знайдені мертвими, а 1023 «зникли безвісти». «Меморіал» відстежує викрадення лише на 25-30% території Чечні.
- 13 листопада 2006 року HRW опублікувала брифінг про тортури в Чечні, який вона підготувала для 37-ї сесії Комітету ООН проти тортур . У документі йшлося про тортури з боку співробітників Другого оперативно-слідчого бюро (ОРБ-2), тортури підрозділами під ефективним командуванням Рамзана Кадирова, тортури під час таємних ув’язнень і триваючі «зникнення». За даними HRW, тортури «як в офіційних, так і в таємних місцях ув'язнення є широко поширеними і систематичними в Чечні. Ґрунтуючись на обширних дослідженнях, HRW у 2005 році дійшла висновку, що насильницькі зникнення в Чечні настільки поширені та систематичні, що вони є злочином проти людяності».

### Масові захоплення заручників

#### Криза заручників Московського театру
23 жовтня 2002 року понад 40 терористів взяли в полон понад 700 заручників у московському театрі. Заручники вимагали припинити російську присутність у Чечні та погрожували стратити заручників, якщо їхні умови не будуть виконані. Облога закінчилася жорстоко 26 жовтня, коли російські війська були змушені штурмувати будівлю після того, як усередині спрацювали вибухові пристрої. Багато жертв стало результатом того, що дихальні шляхи непритомних постраждалих були заблоковані, а під час порятунку було надано неоптимальний догляд. Зокрема, нездатність російської влади забезпечити свої війська опіоїдними протиотрутами та її спроби приховати ідентичність газу протягом кількох днів після цього перешкоджали зусиллям із порятунку життів уражених заручників. 2 листопада Шаміль Басаєв взяв на себе відповідальність за напад і вибачився перед Асланом Масхадовим за те, що не повідомив його про план.

#### Облога бесланської школи
1 вересня 2004 року група з 32 добре озброєних чоловіків у масках захопила контроль над середньою школою номер один і понад 1000 заручників у Беслані, Північна Осетія. Більшість заручників – діти віком від шести до шістнадцяти років. Після напруженого дводенного протистояння, яке періодично переривалося стріляниною та вибухами, група "Альфа" ФСБ провела рейд у будівлю. Бій тривав більше двох годин; зрештою загинули 331 цивільний, 11 коммандос і 31 заручник.
Російські чиновники публічно пов'язали Басєєва і Масхадова з нападом. Басєєв взяв на себе відповідальність у публікації на веб-сайті від 17 вересня; Масхадов засудив напади та заперечив свою причетність. Бійня в Беслані та обурення, яке воно викликало, несподівано вплинули на тактику чеченських сепаратистів та їхніх союзників.

#### Інші випадки захоплення заручників
- 15 березня 2001 - троє чеченців викрали російський літак Ту-154 зі 174 людьми на борту після того, як він залишив Туреччину; вони змусили його приземлитися в Медіні, Саудівська Аравія. 16 березня саудівські командос звільнили понад 100 заручників, убивши трьох людей, у тому числі викрадача, бортпровідницю та турецького пасажира. Російський дипломат у Саудівській Аравії сказав, що лідером викрадачів був «високо підготовлений військовий офіцер, який, схоже, знав, що робить».
- 22 квітня 2001 р. - У Туреччині прочеченські бойовики захопили до 100 заручників у розкішному готелі в Стамбулі. Протистояння тривало майже 12 годин, перш ніж заручники, озброєні автоматами, здалися; Поліція заявила, що не зустріла опору з боку озброєних осіб і не надходило повідомлень про поранення.[2]
- 29 жовтня 2004 - Державна Дума приймала керівника Генпрокуратури Володимира Устинова для обговорення антитерористичної стратегії адміністрації Путіна. Як він пояснив нардепам, у майбутніх епізодах захоплення заручників силовики матимуть формальне законодавче право затримувати та затримувати родичів підозрюваних у заручниках. Тоді уряд дав би знати терористам, що він зробить із цими «контрзаручниками» все те, що терористи зроблять зі своїми власними заручниками.

Водночас серед співробітників російських і місцевих силових структур Чечні існує практика взяття в заручники мирних жителів. 1 березня 2004 року на батьківщині родини Хамбієвих Беной Ножай-Юртовського району Чечні співробітники силових структур захопили понад 30 родичів екс- міністра оборони Ічкерії Магомеда Хамбієва, у тому числі жінок. Магомед Хамбієв отримав ультиматум скласти зброю в обмін на життя своїх рідних; він це зробив, здавшись владі за кілька днів.
- 3 червня 2006 р. - Російські дипломати в Іраку були захоплені, коли їхній конвой затримав[en] Рада Шури моджахедів[en]. Один був застрелений під час викрадення; троє інших були пізніше страчені. Група сподівалася тиснути на Росію, щоб Чечня дозволила відокремитися та стати ісламською теократією.

### Масові вбивства

#### Невибіркові напади
- 5 жовтня 1999 року в автобус, наповнений біженцями, влучив російський танковий снаряд, убивши 40 мирних жителів і поранивши ще кількох.[3]
- 7 жовтня 1999 року федеральні війська здійснили касетний удар по селу Елістанжи Веденського району. За кілька хвилин було вбито 27 людей; серед них лише восьмеро чоловіків «бойового віку», тобто від 14 до 60 років. Протягом наступних двох тижнів ще 21 людина померла від отриманих ран.
- 21 жовтня 1999 року в результаті серії російських ударів балістичними ракетами по центру Грозного загинуло щонайменше 137 людей, переважно мирних жителів, і сотні отримали поранення. Ракети влучили в головний ринок міста, пологовий будинок і мечеть.
- 24 жовтня 1999 року семеро дітей загинули і 14 були покалічені внаслідок атаки російського танку в Новому Шарому; також загинув дорослий чоловік.[4]
- 29 жовтня 1999 року російські ВПС здійснили ракетний удар по великій колоні біженців, які йшли шляхом «безпечного виходу». Втрати були оцінені в 50-100 осіб, серед них кілька працівників Червоного Хреста, двоє журналістів і багато жінок і дітей.
- 4 лютого 2000 року, намагаючись зупинити відступ чеченців, російські війська розбомбили село Катир-Юрт, тодішній цивільний конвой під білими прапорами, убивши щонайменше 170 мирних жителів, ще багато отримали поранення.
- 9 лютого 2000 року російська тактична ракета влучила в натовп людей, які прийшли до будівлі місцевої адміністрації Шалі, міста, оголошеного як одна з «безпечних зон», щоб отримати свої пенсії. Ракета, за оцінками, вбила близько 150 мирних жителів, після чого послідувала атака бойових гелікоптерів, що спричинило додаткові втрати. Російська атака, яка сталася без будь-якого попередження, була відповіддю на проникнення в місто групи чеченських бойовиків, які зазнали незначних втрат.[5]

#### Задокументовані масові вбивства
- 3 грудня 1999 року щонайменше 40 людей, які тікали з обложеного Грозного, були розстріляні російськими військами, залишивши в живих лише семеро поранених.
- На початку грудня 1999 року російські війська під командуванням генерала Володимира Шаманова вбили до 41 мирного жителя під час двотижневого п'яного розгулу в селі Алхан-Юрт поблизу Грозного.
- У кількох інцидентах у грудні 1999 року та січні 2000 року в Старопромисловському районі Грозного російські війська вбили , переважно літніх чоловіків і жінок.
- Особливо жорстока різанина була здійснена 5 лютого 2000 року в передмісті Ерік-Тексідор, де ймовірні члени ОМОНу, спецпідрозділу міліції з Санкт-Петербурга та військовослужбовці-контрактники стратили без сударства щонайменше 60 мирних жителів.
- Після Комсомольської битви в березні 2000 року близько 70 чеченських бойовиків, які потрапили в полон, були офіційно амністовані, але майже всі вони, як вважають, були вбиті в полоні.

У 1999-2004 роках слідчий ізолятор Чорнокозово функціонував як фільтраційний та тортурний табір, і в цьому закладі були задокументовані порушення прав людини.

### Бомбардування повстанців
- 6–14 вересня 1999 р. — серія нічних вибухів у житлових будинках із застосуванням гексогену (RDX) забрала життя 307 і поранила 1700 осіб. Зруйновано чотири будинки в Москві, Буйнакську та Волгодонську.
- 9 травня 2002 р. - під час військового параду в результаті вибуху протипіхотної міни російського виробництва в дагестанському місті Каспійськ загинуло 45 і було поранено близько 175 солдатів і цивільних осіб. Дагестанська прочеченська група, яку звинувачують у нападі, раніше вбила сімох російських солдатів 18 січня 2001 року в столиці Дагестану Махачкалі.
- 12 червня 2005 року - бомба, закладена російськими націоналістами - екстремістами, які, як вважають, були ветеранами чеченської війни, належать до групи "Російська національна єдність", зійшла з рейок пасажирського поїзда Грозний-Москва приблизно за 150 кілометрів на південь від російської столиці. Десятки людей отримали поранення, але лише восьмеро госпіталізовані. 30 травня 2006 року підозрюваним Володимиру Власову і Михайлу Клевачову було пред'явлено звинувачення в тероризмі і замаху на вбивство на ґрунті міжнаціональної або релігійної ворожнечі.

#### Теракти смертників
У період з червня 2000 року по вересень 2004 року чеченські повстанці додали до свого озброєння напади смертників. Протягом цього періоду в Чечні та за її межами було скоєно 23 атаки терористів-смертників, націлені як на військові, так і на цивільні об’єкти. Профілі терористів - смертників відрізнялися так само, як і обставини вибухів. Хоча лише шість атак були спрямовані проти мирних жителів, ці атаки привернули левову частку розголосу, викликаного чеченською тактикою самогубств.
- 5 липня 2003 - 19-річна Зулічан Еліхаджієва підірвала себе біля рок-фестивалю на аеродромі Тушино під Москвою. Її бомба не здетонувала, як очікувалося. Через 15 хвилин лише за кілька метрів від місця першого нападу 26-річна Зінаїда Алієва підірвала свою вибухівку та миттєво вбила 11 людей. Ще четверо померли в лікарні. Для багатьох спостерігачів атаки в Тушино виявилися недоречними.
- 5–10 грудня 2003 р. — бомба, начинена шрапнеллю, яка, ймовірно, була прив’язана до самотнього нападника-смертника, розірвала приміський потяг поблизу Чечні, убивши 46 людей і поранивши майже 200. Вибух стався в напружену ранкову годину пік, коли поїзд був набитий багатьма студентами та робітниками; він розірвав борт поїзда, коли він наближався до станції поблизу Єсентуків, за 750 миль на південь від Москви. Лише через п'ять днів Росію сколихнув новий вибух — цього разу на Красній площі в самому серці Москви загинуло п'ятеро людей і 44 отримали поранення. Пізніше Шаміль Басаєв взяв на себе відповідальність за організацію терактів у грудні 2003 року.
- 6 лютого 2004 р. - У вагоні московського метро в ранкову годину пік вибухнула бомба, убивши 40 людей і поранивши 134 . Раніше невідоме угруповання чеченських повстанців взяло на себе відповідальність за вибух; претензія надійшла від групи, яка називає себе Gazoton Murdash, і була підписана Лом-Алі («Лев Алі»). Згідно із заявою, угруповання розпочало атаку на честь четвертої річниці вбивства десятків чеченських мирних жителів російськими солдатами, які взяли під контроль столицю Чечні Грозний.
- 27 серпня 2004 року — 123 людини загинули від нападу російських літаків у серпні 2004 року. Відповідальність знову взяв на себе Басаєв.

## Терористичні рейди
Під час повстанської фази Другої чеченської війни джихадисти здійснили численні рейди та терористичні атаки.
Серед них рейд на рейд на Нальчик (2004), рейд на Автури 2004 року, рейд на Назрань (2004), рейд на Грозний (2004) та рейд на Нальчик (2005). Ці атаки вважаються тероризмом, оскільки вони були нападами та збройними вторгненнями на інфраструктуру, цивільні території, цивільних осіб, урядові будівлі, державних службовців, правоохоронних органів та неозброєних офіцерів дорожнього патруля (ДПС), а також часто включали захоплення заручників та використання цивільних осіб як живі щити.

## Судові процеси

### Судовий процес у Росії

#### Суди над чеченськими сепаратистами
Оскільки російська влада не розглядає війну як збройний конфлікт, а ворогів як комбатантів, чеченські сепаратисти незмінно описуються російським урядом як терористи чи бандити. Полонених екстремістів регулярно судять за такими статтями Кримінального кодексу Росії, як незаконне зберігання зброї, створення та участь у незаконних збройних "формуваннях" і бандитизм. Це позбавляє затриманих ключових прав і захисту згідно з правилами ведення війни Женевською конвенцією, включаючи право бути звільненим після закінчення конфлікту та не нести кримінальної відповідальності за законні бойові дії. Участь у бойових діях розглядається як вбивство або замах на вбивство та тероризм, не роблячи жодної різниці з випадками справжніх вбивств і тероризму.
- Одним із перших судових процесів за військові злочини, які відбулися, був суд над Салманом Радуєвим, сумно відомим колишнім польовим командиром повстанських чеченських сил. У грудні 2001 року Радуєва визнали винним у тероризмі та вбивствах і засудили до довічного ув'язнення. Через рік він помер у російській колонії.[6]
- 21 лютого 2001 року чеченський польовий командир Салаутдін Темірбулатов був засуджений до довічного ув'язнення за вбивство чотирьох російських контрактників, розстріл яких у 1996 році було знято на відеоплівку. Коли Росія вдруге вторглася до Чечні у вересні 1999 року, відео стало потужною зброєю в пропагандистській війні Кремля, оскільки його демонстрували солдатам, які готувалися до служби в охопленій війною республіці.[7] Темірбулатова також звинуватили в тероризмі та викраденні військовослужбовців російського спецпідрозділу, захоплених у полон під час їх рейду до Чечні в 1997 році[8].
- 26 травня 2006 року Нур-Паші Кулаєва було засуджено до довічного ув'язнення за його участь у заручниках у школі в Беслані.

#### Судові процеси над російськими військовослужбовцями
Справи, коли російських військовослужбовців судять за військові злочини, поодинокі, ніхто не звинувачений у жорстокому поводженні чи вбивстві полонених бійців противника. Кілька військовослужбовців були звинувачені і навіть засуджені у злочинах проти мирного населення:
- 25 липня 2003 року після низки судів і пересудів командир російської танкової частини полк. Юрій Буданов був засуджений до 10 років позбавлення волі за викрадення та вбивство чеченки Ельзи Кунгаєвої в березні 2000 року. За даними газети «Новые Известия», Буданов зник таємничим чином: він покинув колонію в Дмитровграді, але не прибув до місця призначення — колонії в Ульяновській області. [9]
- 29 квітня 2004 року російський суд у Ростові-на-Дону виправдав чотирьох офіцерів спецпідрозділу ГРУ РФ у розстрілі шістьох мирних чеченців, у тому числі жінки-інваліда. Під час інциденту в січні 2000 року підрозділ капітана Едуарда Ульмана вбив цивільного, а згодом без суду стратив ще п’ятьох зі зброї з глушником; потім коммандос спалили тіла жертв у машині. На повторному судовому розгляді 19 травня 2005 року вони були визнані невинними. Хоча четверо визнали вбивства, суд постановив, що їхні дії не підлягають покаранню, оскільки вони виконували накази. Виправдувальні вироки Ульман і троє його підлеглих викликали громадське обурення в Чечні, де правозахисники та багато чеченців кажуть, що російські сили діють безкарно. Під час третього судового засідання Ульман і двоє офіцерів загадково зникли.[9][10]
- 29 березня 2005 року суд у Грозному визнав лейтенанта Сергія Лапіна (офіцера міліції) «курсанта» і члена Ханти-Мансійського ОМОНу винним у катуванні «зниклого безвісти» цивільного чеченця Зелімхана Мурдалова в січні 2001 року та засудив його. до 11 років позбавлення волі.
- 27 жовтня 2005 року Мухаді Азієв, командир роти підрозділу спецназу ГРУ «Схід» був засуджений за «перевищення службових повноважень» і отримав три роки умовно у зв’язку з Бороздинівською операцією в червні 2005 року, яка призвела до смерті або зникнення 12 етнічних аварців на кордоні Чечні з Дагестаном.
- 5 квітня 2006 року російський військовослужбовець Олексій Кривошонок, обвинувачений у вбивстві трьох чеченських мирних жителів на блокпосту в листопаді 2005 року, визнав свою провину. Наступного дня військовослужбовця-контрактника 1995 року Кривошонка, звання якого не розголошують, засудили до 18 років позбавлення волі за вбивство з насильством у стані алкогольного та наркотичного сп'яніння.
- 15 травня 2006 року Грозненський гарнізонний окружний військовий суд завершив розгляд справи військовослужбовця-контрактника рядового Павла Зінчука. Його засудили до семи років колонії загального режиму за розстріл і поранення з "хуліганських мотивів" трьох мирних осіб у селі Стара Сунжа поблизу Грозного.
- 27 грудня 2007 року лейтенант Сергій Аракчеєв і лейтенант Євген Худяков були засуджені військовим судом Ростова-на-Дону в січні 2003 року за вбивство трьох місцевих будівельників на блокпосту в Чечні і засуджені до 15 і 17 років. у в'язниці відповідно. Згідно з матеріалами суду, Худяков і Аракчеєв змусили жертв вийти з вантажівки, наказали їм лягти на землю і застрелили їх; тіла облили пальним і підпалили. Худяков не з'явився на вирок, і в суді заявили, що незабаром поліція почне його всеукраїнський розшук.[11]

### Європейський суд з прав людини
У жовтні 2004 року Європейський суд з прав людини (ЄСПЛ) погодився розглянути справи, подані чеченськими цивільними особами проти російського уряду.
Станом на листопад 2007 року Суд вирішив 23 справи. Справи включають:
- Перший судовий процес завершився в лютому 2005 року. Суд постановив, що російський уряд порушив кілька статей Європейської конвенції з прав людини, зокрема положення про захист власності, гарантію права на життя та заборону тортур і нелюдського або такого, що принижує гідність, поводження, і зобов’язав росіян уряд виплатити компенсацію шістьом позивачам у справі.[13] Справи стосувалися невибіркового повітряного бомбардування російськими федеральними силами цивільного конвою біженців, які тікали з Грозного в жовтні 1999 року; «зникнення» та подальша позасудова страта п’яти осіб у Грозному в січні 2000 року; та невибірковий повітряний та артилерійський обстріл села Катир-Юрт у лютому 2000 року. Компенсація не була виплачена, а НУО стверджують, що заявники до суду зазнали переслідувань, включаючи вбивства та зникнення.[14]
- Влітку 2006 року ЄСПЛ вирішив перші справи щодо насильницьких зникнень з Чечні; більше 100 справ про зникнення, пов'язаних з Чечнею, перебували на розгляді суду.[15] Справи включали одну, де суд зобов’язав Росію виплатити 35 000 євро матері Хаджі-Мурата Яндієва за порушення «права на життя» її сина, а також за «непроведення ефективного розслідування» його зникнення у лютому 2000 року. Основним доказом у справі, згідно з судовими документами, є відеоматеріал, знятий репортером НТВ і телеканалу CNN[16], на якому видно, як офіцер армії, пізніше ідентифікований журналістами CNN як генерал-полковник Олександр Баранов, наказує солдатам «добивати» і "розстріляти" Яндієва. Баранов отримав звання Героя Росії і зараз відповідає за всі сили Міноборони на Північному Кавказі. [17]
- 12 жовтня 2006 року суд визнав російську державу відповідальною за розстріл сім'ї Естамірових під час бійні ОМОН 5 лютого 2000 року в Нових Альдах. «Російські та чеченські сили безпеки повинні сприймати це рішення як попередження про те, що жорстоке поводження та вбивства невинних цивільних осіб не можуть залишатися безкарними», — сказав директор Human Rights Watch з Європи та Центральної Азії.[18] Щонайменше 11 інших випадків сумарних страт, скоєних того ж дня в тому ж регіоні Чечні, перебували на розгляді Суду.
- 9 листопада 2006 року суд визнав російський уряд причетним до вбивства та викрадення трьох чеченських цивільних осіб, включаючи справу про зникнення та ймовірну смерть двох чеченців з однієї родини. Суд став на бік чеченки Марзет Імакаєвої, яка два роки тому втекла з Росії в пошуках притулку в США. У ньому також сказано, що те, як російська влада розглядала скарги Імакаєвої, є «нелюдським поводженням». Тіла членів родини Імакаєвих так і не були знайдені. В іншому випадку тіло викраденої Нури Лулуєвої виявилося в братській могилі через вісім місяців.
- 8 січня 2007 року Суд засудив Росію у першій справі про тортури з Чечні, яку розглядав ЄСПЛ. У своєму рішенні[19] Суд зазначив, що заявників Адама та Арбі Читаєвих утримували під вартою негласно, їх піддавали тортурам і що російська влада не провела належного розслідування їхніх тверджень.